# Commiphora wildii
Commiphora wildii is een soort, behorend tot de familie Burseraceae. Het is een bladverliezende boom, met een dikke gezwollen stam, die zich vertakt dicht bij de grond. De boom komt voor in Angola en Noordwest-Namibië. Hij groeit op rotsachtige of steenachtige heuvelhellingen en rotspartijen.
De hars van deze soort wordt door de in Namibië wonende Himba gebruikt als parfum, Omumbiri geheten. Deze wordt gemengd met gele oker en dierlijk vet en op de huid gesmeerd.
... 
C. africana · 
C. caudata · 
C. gileadensis · 
C.  guidottii · 
C. kataf · 
C. myrrha · 
C. simplicifolia · 
C. wightii · 
C. wildii
...